# Sit gorjablanc
El sit gorjablanc (Zonotrichia albicollis) és un ocell de la família dels passerèl·lids (Passerellidae) que habita els boscos mixtos, pantans, arbusts i garrigues, criant al Canadà i nord-est dels Estats Units, des de Yukon cap a l'est fins a Terranova, Labrador, Dakota del Nord i nord de Pennsilvània. En hivern viu als Estats Units i nord de Mèxic.

## Descripció
El sit gorjablanc mesura de 15 a 19 cm de llarg amb una envergadura de 23 cm. El pes típic és de 22 a 32 g amb una mitjana de 26 g. Entre les mesures estàndard, la corda màxima de l'ala és de 6,3 a 7,9 cm, la cua és de 6,8 a 7,7 cm, el bec és d'1 a 1,2 cm i el tars és de 2,2 a 2,4 cm. Són semblants en aparença al sit de coroneta blanca però amb taques blanques a la gola i té la llista loral (brida) groga.
Hi ha dues variacions de plomatge d'adult conegudes com les formes de franges marrons i formes de franges blanques. El morf blanc té la corona és negra amb una franja central blanca. El supercili també és blanc. Els auriculars són grisos amb la vora superior formant una línia dels ulls negra.
El morf marró, la corona és de color marró fosc amb una franja central color canella. El supercili també és del mateix color. Els auriculars són de color gris/marró clar amb la vora superior formant una línia d'ulls marrons. Ambdues variacions presenten ulls foscos, gola blanca, brides grogues i bec gris. Hi ha variacions i alguns individus poden mostrar franges laterals fosques a cada costat de la gola.
Gairebé sempre s'aparellen amb el color oposat per a la reproducció. Els dos morfs de color es troben en nombre aproximadament igual. Durant l'època de reproducció els ocells de franges blanques, tant els mascles com les femelles, són més agressius que els de franges marrons. L'agressió està relacionada amb un augment de la taxa d'expressió alfa del receptor d'estrògens en els ocells de franges blanques.
El pit té franges grises/marrons i continuen pels flancs, però el ventre és generalment de color gris clar. Les ales són de color vermellós amb dues barres blanques diferents. Els sexes són morfològicament similars.

## Comportament

### Cria
El mascle canta per defensar el territori de nidificació. El niu generalment es construeix a terra, ben amagat per arbustos baixos (com ara nabius), herba o falgueres. De vegades el fan en arbustos o arbres baixos, rarament a no més de 3 m d'alçada. El niu (construït per la femella) és una copa oberta feta d'herba, branques, males herbes, agulles de pi, folrat d'herba fina, arrels i pèl d'animals.
Els dos morfs de sit gorjablanc utilitzen diferents estratègies reproductives:
Els mascles marrons tenen cura dels pares i protegeixen la femella d'altres mascles que cerquin còpules extra-parella (EPC en anglès).
Els mascles blancs intenten aparellar-se amb altres femelles a través del cant i introduint-se en el territori veí. Els morfos femenins tenen diferències similars, on les femelles morenes tenen dels pares i les femelles blanques busquen còpules extra-parella i participen en el parasitisme de cria, deixant els seus ous en un altre niu per ser criats i alimentats. L'aparellament amb els morfos oposats i l'ús d'estratègies reproductives alternatives ajuda a mantenir l'equilibri competitiu.
Aquest comportament s'ha descrit genèticament com a conseqüència de la inversió cromosòmica d'un supergen que actua com un parell addicional de gens determinants del sexe, donant lloc a quatre fenotips que es reprodueixen en un patró d'aparellament heterogàmic.

### Hivernació i migració
A l'hivern, aquesta espècie migra cap al sud i l'est dels Estats Units. Són migrants diferencials amb les femelles que migren més lluny, augmentant la proporció de femelles a latituds més baixes a la ruta migratòria de l'Atlàntic. Les femelles són més petites, de manera que no tindrien un rendiment tan òptim a latituds més fredes i altes i migrant més lluny, les femelles eviten la competència amb els mascles dominants de les jerarquies hivernals. Tampoc hi ha cap benefici perquè les femelles siguin de les primeres a tornar després de l'hivern, de manera que migrar més lluny permet als mascles tornar i establir territori unes setmanes abans de l'arribada de les femelles. A les províncies atlàntiques del Canadà és resident tot l'any. Aquest ocell és un rar divagant a Europa occidental. Al costat d'algunes altres espècies com el cardenal vermell, el junco fosc, el sit cantaire i certes mallerengues, aquesta espècie es troba entre els ocells nadius més abundants durant l'hivern a l'est d'Amèrica del Nord.
Malgrat patir un alt nivell de rivalitat coespecífica, aquesta espècie sovint està dominada per altres residents hivernals que mengen llavors, fins i tot aquells que no són més grossos que ells, com el sit cantaire i, per tant, pot patir alts nivells de depredació mentre s'alimenta ja que està restringit a llocs poc òptims, de vegades per competència. Per no parlar de nombrosos mamífers carnívors, almenys deu depredadors aviaris solen caçar-los i es troben entre les espècies de preses més habituals d'alguns rapinyaires més petits, és a dir, l'esparver americà i xot de Carolina.

### Dieta
Aquests ocells s'alimenten a terra, sota o prop de matolls o en vegetació baixa donant cops enrere amb els dos peus simultàniament. Mengen principalment llavors, insectes i baies, i se senten atrets per les menjadores per a ocells. Les mores, el raïm i el gavarró són algunes de les fruites que mengen. Una de les llavors preferides és el mill però també s'alimentarà de llavors de gira-sol i altres llavors. Durant l'estiu, els insectes i altres petits invertebrats constitueixen la part més gran de la dieta.

## Taxonomia
El 1760 el naturalista anglès George Edwards va incloure una il·lustració i una descripció del sit gorjablanc al segon volum de les seves “Gleanings of Natural History”. Va utilitzar el nom anglès actual. Edwards va basar el seu gravat pintat a mà en un "dibuix net en colors" subministrat pel naturalista nord-americà William Bartram de Filadèlfia a Pennsilvània. Quan el naturalista alemany Johann Friedrich Gmelin va revisar i ampliar la “Systema Naturae” de Carl Linnaeus el 1789, va incloure el sit gorjablanc. El va col·locar amb els pinsans del gènere Fringilla i va encunyar el nom binomial Fringilla albicollis.
El sit gorjablanc és ara una de les cinc espècies americanes dins gènere Zonotrichia que va ser introduït per William Swainson el 1832. El nom del gènere prové del grec antic ζωνη (zōnē) que significa "banda" i θριξ (thrix), τριχος (trikhos) que significa "cabell". L'epítet específic «albicollis» combina el llatí «albus» que significa "blanc" en llatí modern «-collis» que significa "coll". L'espècie és monotípica.